# Mosteiro de Acapnios
Mosteiro de Acapnios (em grego: Άκαπνιου Μονή; romaniz.: Akapniou Moní; lit. Mosteiro "sem fumaça") foi um mosteiro bizantino situado em Salonica, provavelmente em sua acrópole, na Grécia. A data de sua fundação atualmente é desconhecida, embora V. Grumel sugira que foi estabelecido por São Fócio da Tessália no começo do século XI com base em evidência presente num hino de Demétrio Beasco datado do século XIII. Se há alguma relação entre o edifício e a família Acapnes, notória por ter fornecido funcionários civis ao Império Bizantino, é incerto.
Em algum momento no século XI ou XII um hegúmeno chamado Inácio escreveu um tratado acerca do mosaico de Cristo situado no mosteiro de Latomos. Durante a ocupação latina no século XIII, o papa Inocêncio III (r. 1198–1216) colocou o mosteiro sob proteção direta da Santa Sé, enquanto no século XIV ele esteve envolvido em disputas por propriedades na Macedônia e Salonica. No século XV, mais precisamente em 1405, foi visitado por Inácio de Esmolensco. Após 1430, com a conquista de Salonica pelo Império Otomano, Acapnios perdeu grande parte de sua propriedade.